# Vrachonisís Astéri
Vrachonisís Astéri är en ö i Grekland.   Den ligger i prefekturen Nomós Attikís och regionen Attika, i den sydöstra delen av landet, 90 km söder om huvudstaden Aten.